# Török Károly (színművész)
Török Károly  színész, előadó. 

## Élete
1848-ban Kolozsváron született. 1860 áprilisában Follinusz Jánosnál lépett a színészi pályára, szülővárosában, ahol 1888. február 17.-én szerepelt először, a Griseldis  öreg szénégető szerepében. 1909. ápr. 13.-án ismét szerepelt, a Csikós-ban. Felesége Trojanovits Amália, színésznő. Győrffy Antal színigazgató nevelt leánya.